# جورج جينوفيز
جورج جينوفيز (بالإنجليزية: George Genovese)‏ هو لاعب كرة قاعدة أمريكي، ولد في 22 فبراير 1922 في جزيرة ستاتن في الولايات المتحدة، وتوفي في 15 نوفمبر 2015 في بربانك في الولايات المتحدة.

## وصلات خارجية
- جورج جينوفيز على موقع دوري كرة القاعدة الرئيسي (الإنجليزية)
- جورج جينوفيز على موقعبيزبول رفرنس.كوم (الدوري الرئيسي) (الإنجليزية)
- جورج جينوفيز على موقعبيزبول رفرنس.كوم (الدوري الثانوي) (الإنجليزية)